# The Boy Friend
The Boy Friend è un musical di Sandy Wilson (parole e musica). La produzione londinese originale del 1954 rimase in cartellone per 2.078 repliche, rendendolo per un certo periodo il terzo spettacolo di maggior successo nella storia del West End e di Broadway (dopo Chu Chin Chow e Oklahoma!) finché non fu sorpassato da Salad Days. Questo musical costituisce il debutto americano di Julie Andrews.
Ambientato sulla Costa Azzurra degli anni venti, The Boy Friend è un pastiche comico degli spettacoli di quella decade (in particolar modo i primi Rodgers e Hart). Il titolo è un'ovvia parodia di The Girl Friend.

## Produzioni

### Londra
Il musical debuttò al Players' Theatre Club il 14 aprile 1953. Già il 13 ottobre, riaprì in una versione ampliata. Si trasferì per una breve stagione all'Embassy Theatre e, il 14 gennaio 1954 riaprì al Wyndham's Theatre, nel West End. La commedia, briosa e piena di musiche, diventò immensamente popolare presso il pubblico inglese e venne replicata per oltre cinque anni per un totale di 2.082 recite.
Il ruolo principale di Polly Browne venne affidato a Diana Maddox che, però, si ammalò il pomeriggio dell'ultima prova costumi. Fu sostituita in fretta e furia da Anne Rogers che doveva interpretare un ruolo minore, ma che conosceva tutta la parte di Polly. Lo spettacolo debuttò la sera seguente, facendo di Anne Rogers una diva. L'attrice restò nel cast anche nella versione ampliata che poi ebbe una trionfale prima nel West End.
Nel 1995, al suo quarantesimo anniversario, The Boy Friend ritornò al Players' Theatre di Londra, in una nuova produzione che era vicina il più possibile a quella originale. La regia era di Maria Charles, che aveva interpretato Daisie nella prima versione. Si era pensato di affidare le coreografie a Larry Drew, l'originale interprete di Bobby van Husen, ma questi era morto improvvisamente, così la coreografia venne firmata da Geoffrey Webb, anche lui proveniente dal primo cast. Disley Jones, responsabile delle scenografie del primo The Boy Friend, disegnò le scene anche per la nuova versione. Tra gli altri interpreti, Gemma Page, Oliver Hickey, Sophie-Louise Dann e John Rutland (che riproponeva il suo vecchio ruolo di Lord Brockhurst). Lo spettacolo ebbe un grande successo e venne poi portato in tour con altrettanto successo.
Nel 2006, il musical venne riproposto all'Open Air Theatre a Regent's Park.

### Broadway
The Boy Friend debuttò a Broadway al Royale Theatre il 30 settembre 1954. Chiuse il 26 novembre 1955 dopo 485 recite. Protagonista l'esordiente Julie Andrews che, con il ruolo di Polly, vinse il Theatre World Award. I produttori di My Fair Lady la notarono proprio in quello spettacolo, dandole così l'occasione di diventare una grande star.

## Numeri musicali
Atto I
- Perfect Young Ladies - Hortense, Maisie, Dulcie, Fay, Nancy, Ensemble
- The Boy Friend - Polly, Dulcie, Maisie, Fay, Nancy, Marcel, Pierre, Alphonse, Ensemble
- Won't You Charleston With Me? - Bobby, Maisie
- Fancy Forgetting - Madame Dubonnet, Percival
- I Could Be Happy With You - Polly, Tony
- Finale Act 1, eseguito da tutta la compagnia

Atto II
- Sur la Plage - Dulcie, Nancy, Ensemble
- A Room In Bloomsbury - Tony, Polly
- Nicer In Nice - Hortense ensemble
- The You-Don't-Want-To-Play-With-Me Blues - Madame Dubonnet, Percival
- Safety In Numbers - Maisie, Bobby, Marcel, Alphonse, Pierre
- I Could Be Happy With You (Ripresa) - Polly, Tony
- Finale Act 2, eseguito da tutta la compagnia

Atto III
- The Riviera - Bobby, Maisie, Dulcie, Fay, Nancy, Marcel, Alphonse, Pierre, Ensemble
- It's Never Too Late To Fall In Love - Lord Brockhurst, Dulcie
- Carnival Tango - Tango Dancers
- Poor Little Pierrette - Madame Dubonnet, Polly
- Finale Act 3, eseguito da tutta la compagnia

## Cast

### Londra (14 aprile 1953)
- Anne Rogers: Polly Browne
- Maria Charles: Dulcy
- Larry Drew: Bobby van Husen
- John Rutland: Lord Brockhurst

## Film
Nel 1971 Ken Russell diresse una versione cinematografica con Twiggy e Christopher Gable. Il film, un grosso fiasco commerciale, suscitò le ire dell'autrice Sandy Wilson che accusò il regista di avere snaturato la sua opera. Russell invece di rimanere fedele alla pièce decise di usarla come pretesto per raccontare le vicende di una scalcinata compagnia teatrale in una tournée della provincia inglese.